# Cyrtolobus maculifrontis
Cyrtolobus maculifrontis är en insektsart som beskrevs av Emmons. Cyrtolobus maculifrontis ingår i släktet Cyrtolobus och familjen hornstritar. Inga underarter finns listade i Catalogue of Life.